# Tunísia nos Jogos Olímpicos de Verão de 1968
A Tunísia competiu nos Jogos Olímpicos de Verão de 1968 na Cidade do México, México.

## Medalhistas

### Ouro
- Mohammed Gammoudi — Atletismo, 5.000m masculino

### Bronze
- Mohammed Gammoudi — Atletismo, 10.000m masculino